# (4918) Rostropovitch
(4918) Rostropovitch est un astéroïde de la ceinture principale.

## Description
(4918) Rostropovitch est un astéroïde de la ceinture principale. Il fut découvert le 24 août 1974 à Nauchnyj par Lioudmila Tchernykh. Il présente une orbite caractérisée par un demi-grand axe de 2,64 UA, une excentricité de 0,23 et une inclinaison de 1,8° par rapport à l'écliptique.

## Nom
L'astéroïde a été nommé en l'honneur de Mstislav Leopoldovitch Rostropovitch (1927-2007), musicien et pédagogue russe exceptionnel, violoncelliste et chef d'orchestre de renommée mondiale.

## Compléments